# Zdeněk Havel
Zdeněk Havel je český vysokoškolský profesor, v letech 2001–2007 rektor Univerzity Jana Evangelisty Purkyně v Ústí nad Labem, v letech 2015 až 2023 děkan Fakulty zdravotnických studií Univerzity Jana Evangelisty Purkyně.
Na Pedagogické fakultě (z níž se později stala UJEP) působil řadu let, v roce 1991 se podílel na přeměně fakulty na samostatnou univerzitu. V roce 2001 byl zvolen rektorem UJEP. Funkci poté obhájil i v roce 2004, mandát mu vypršel v únoru 2007. V roce 2015 byl zvolen děkanem Fakulty zdravotnických studií Univerzity Jana Evangelisty Purkyně. Funkci děkana poté obhájil i v roce 2019. V roce 2023 jej ve funkci vystřídal Michal Vostrý. Havel zároveň v roce 2023 odešel do důchodu.
V roce 2020 obdržel cenu Hejtmana Ústeckého kraje. V roce 2022 mu byla udělena cena rektora UJEP.